# Joseph Muzquiz

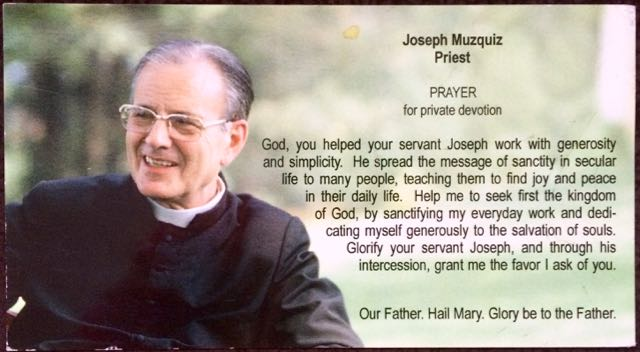
Ks. Joseph Muzquiz na obrazku z modlitwą do prywatnego odmawiania

José Luis Muzquiz y de Miguel (ur. 14 października 1912 w Badajoz, zm. 21 czerwca 1983 w Pembroke (Massachusetts) – hiszpański duchowny katolicki, jeden z pierwszych członków Opus Dei.

## Życiorys
José Luis Múzquiz y de Miguel w 1929 rozpoczął studia inżynierskie budowy dróg i mostów w Madrycie, gdzie poznał założyciela Opus Dei. Po ich ukończeniu w styczniu 1936 r. przez kilka tygodni podróżował po Francji, Wielkiej Brytanii, Holandii i Niemczech celem doskonalenia znajomości języków oraz zwiedzania fabryk i obiektów inżynierskich. Wybuch wojny domowej w Hiszpanii zastał go za granicą. Z zamiarem dotarcia do Alicante w celu podjęcia pracy, przybył do Lizbony, gdzie przebywali jego rodzice. W związku ze zaistniałą sytuacją zdecydował się zaciągnąć do wojska. Został wcielony do wojsk inżynieryjnych walczących na froncie w rejonie Estremadury i Toledo). Po zakończeniu wojny podjął pracę na hiszpańskiej kolei RENFE oraz nawiązał kontakt ze św. Josemarią Escrivą. W dniu 21 stycznia 1940 r. przystąpił do Opus Dei. Równolegle do pracy zawodowej opublikował kilka artykułów w czasopismach specjalistycznych na temat betonu, a także obronił pracę doktorską z historii o Conde de Chinchón, wicekrólu Peru, za którą otrzymał wyróżnienie. Uzyskał również tytuł doktora w inżynierii cywilnej i doktorat z prawa kanonicznego.
Za namową św. Josemarii, po stosownym przygotowaniu, w dniu 25 czerwca 1944 roku razem z Álvaro del Portillo i José María Hernández Garnica został wyświęcony na kapłana w Madrycie. 20 lutego 1949 wraz z Salvadorem Martínez Feriglezem, innym członkiem Opus Dei, wyruszył do Nowego Jorku w celu rozpoczęcia pracy apostolskiej Opus Dei w USA. Wkrótce po tym we wrześniu 1949 r. został otwarty w Chicago pierwszy ośrodek Opus Dei. W 1957 r. ks. José Luis Múzquiz został mianowany Delegatem Opus Dei na Stany Zjednoczone, Kanadę i Wenezuelę. W 1958 roku odbył podróż do Japonii, Hongkongu, Nowego Delhi i Karaczi celem zbadania możliwości dla pracy apostolskiej Opus Dei. W 1962 r. powrócił na jakiś czas do Rzymu, a następnie do 1966 r. spędził kilka lat we Szwajcarii. Potem udał się do Jerez de la Frontera w Hiszpanii, a w lutym 1976 r. odbył kolejną długą podróż krajach, tym razem po krajach Afryki, odwiedzając biskupów w Gambii, Sierra Leone, Liberii, Wybrzeża Kości Słoniowej, Ghany i Górnej Wolty. W tym samym jeszcze roku powrócił do USA, jako wikariusz regionalny, pobudzając rozwój pracy apostolskiej Opus Dei na terenie całego kraju.
Zmarł na skutek ataku serca podczas prowadzenia rekolekcji w dniu 21 czerwca 1983 roku w Arnold Hall Conference Center w Pembroke (Massachusetts). Jego ciało spoczywa na cmentarzu kościoła St. Joseph w Brookline (Massachusetts).

## Proces kanonizacyjny
Proces kanonizacji ks. José Luis Múzquiza został otwarty w roku 2011 w diecezji Bostonu (USA). 22 maja 2014 kard. Seán O’Malley z Bostonu zamknął fazę diecezjalną procesu kanonizacyjnego.